# Sint-Hubertuskapel (Liessel)

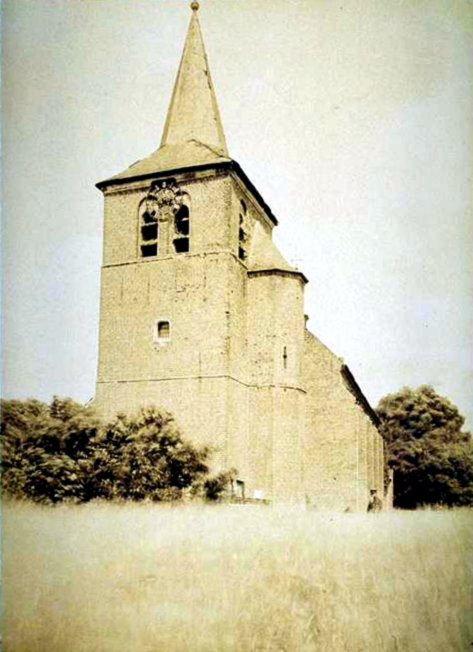
De voormalige Sint-Hubertuskapel, toen Sint-Willibrorduskerk, te Liessel in 1890.

De Sint-Hubertuskapel te Liessel was een eenvoudige gotische rooms-katholieke kapel, in de 18e en 19e eeuw bestaand uit een toren, schip en een hoogkoor. De kapel stond op de hoek van de Zandstraat en de Hoofdstraat, op de plek van het huidige gemeenschapshuis De Kastanje, met het koor naar het oosten gekeerd. De kapel was, zoals de naam al aangeeft, gewijd aan de heilige Hubertus van Luik. Over de bouwgeschiedenis weten we weinig. De oudste afbeeldingen dateren uit de laatste decennia van de 18e eeuw, en laten al de toren, het lage middenschip en hoogkoor zien. Vermoedelijk werden schip en koor in de vroege 19e eeuw afgebroken en herbouwd.
De oudste vermelding van de kapel dateert uit 1420, toen sprake was van een plaatsbepaling tot Liessel omtrent der capellen. Alhoewel de kapel formeel onder de parochie van de Sint-Willibrorduskerk te Deurne viel, mocht er in de 17e eeuw bij de Liesselse kapel worden begraven. Vermoedelijk werd de kapel kort na 1800 sterk verbouwd. Op nevenstaande foto herkennen we nog het kerkschip uit die tijd, dat gebouwd werd op de plek van het middeleeuwse schip en koor. In 1851 vond de verheffing tot parochie plaats, waarmee de kapel een kerk werd, gewijd aan de heilige Willibrordus. Nadat in 1901 de huidige Sint-Willibrorduskerk was gebouwd, werd de oude kerk in 1903 afgebroken.
Nadien werd op de plaats van de kerk het patronaatsgebouw gebouwd, de voorloper van het huidige gemeenschapshuis. Het is niet bekend of bij bouwwerkzaamheden in het recente verleden nog funderingsresten van de oude kapel zijn aangetroffen. Wel werden omstreeks 1990 bij de reconstructie van het plein voor het gemeenschapshuis nog de stoffelijke resten van vroegere Liesselnaren aangetroffen. Archeologisch onderzoek vond echter niet plaats.
In 1984 werd door het plaatselijke gilde aan de Molenweg een nieuwe, veel kleinere Sint-Hubertuskapel gebouwd.